# Hrabstwo Clay (Minnesota)

Piramida wieku hrabstwa

Hrabstwo Clay ze stolicą w Moorhead znajduje się w zachodniej części stanu Minnesota, USA. Według danych z roku 2005 zamieszkuje je 53 838 mieszkańców, z czego 93,99% stanowią biali. Nazwa hrabstwa pochodzi od nazwiska Henry'ego Claya amerykańskiego polityka, senatora oraz 9. sekretarza stanu w rządzie John Quincy Adamsa.

## Warunki naturalne
Hrabstwo zajmuje obszar 2727 km² (1053 mi²), z czego 2707 km² (1045 mi²) to lądy, a 20 km² (7 mi²) wody. Graniczy z 6 innymi hrabstwami:
- hrabstwo Norman (północ)
- hrabstwo Becker (wschód)
- hrabstwo Otter Tail (południowy wschód)
- hrabstwo Wilkin (południe)
- hrabstwo Richland (południowy zachód)
- hrabstwo Cass (zachód)

### Główne szlaki drogowe
| - Interstate 94 - U.S. Highway 10 - U.S. Highway 52 - U.S. Highway 75 | - Minnesota State Highway 9 - Minnesota State Highway 32 - Minnesota State Highway 34 - Minnesota State Highway 336 |

## Demografia
Według spisu z 2000 roku hrabstwo zamieszkuje 51 229 osób, które tworzą 18 670 gospodarstw domowych oraz 12 340 rodzin. Gęstość zaludnienia wynosi 19osób/km². Na terenie hrabstwa jest 19 746 budynków mieszkalnych o częstości występowania wynoszącej 7budynki/km². Hrabstwo zamieszkuje 93,99% ludności białej, 0,52% ludności czarnej, 1,44% rdzennych mieszkańców Ameryki, 0,88% Azjatów, 0,03% mieszkańców Pacyfiku, 1,67% ludności innej rasy oraz 1,47% ludności wywodzącej się z dwóch lub więcej ras, 3,65% ludności to Hiszpanie, Latynosi lub inni. Pochodzenia norweskiego jest 40,4% mieszkańców, a 26,8% niemieckiego.
W hrabstwie znajduje się 18 670 gospodarstw domowych, w których 33,8% stanowią dzieci poniżej 18. roku życia mieszkający z rodzicami, 53,9% małżeństwa mieszkające wspólnie, 8,8% stanowią samotne matki oraz 33,9% to osoby nie posiadające rodziny. 26,1% wszystkich gospodarstw domowych składa się z jednej osoby oraz 10,6% żyję samotnie i jest powyżej 65. roku życia. Średnia wielkość gospodarstwa domowego wynosi 2,53 osoby, a rodziny 3,07 osoby.
Przedział wiekowy populacji hrabstwa kształtuje się następująco: 25% osób poniżej 18. roku życia, 17,1% pomiędzy 18. a 24. rokiem życia, 25,7% pomiędzy 25. a 44. rokiem życia, 19,3% pomiędzy 45. a 64. rokiem życia oraz 12,9% osób powyżej 65. roku życia. Średni wiek populacji wynosi 32 lata. Na każde 100 kobiet przypada 39,7 mężczyzn. Na każde 100 kobiet powyżej 18. roku życia przypada 89,1 mężczyzn.
Średni dochód dla gospodarstwa domowego wynosi 37 889 dolarów, a średni dochód dla rodziny wynosi 49 192 dolarów. Mężczyźni osiągają średni dochód w wysokości 34 176 dolarów, a kobiety 23 149 dolarów. Średni dochód na osobę w hrabstwie wynosi 17 557 dolarów. Około 7,4% rodzin oraz 13,2% ludności żyje poniżej minimum socjalnego, z tego 13,3% poniżej 18 roku życia oraz 7,5% powyżej 65. roku życia.

## CDP
- Baker
- Oakport

## Miasta
- Barnesville
- Comstock
- Dilworth
- Felton
- Georgetown
- Glyndon
- Hawley
- Hitterdal
- Moorhead
- Sabin
- Ulen